# Élver James Melchor Bañol
Élver James Melchor Bañol (Pereira, 1976) es un psicópata, violador y asesino en serie colombiano. Es autor de 7 abusos sexuales y 4 asesinatos, entre ellos, el de Rosmery Castellón, una menor de edad.
Conocido como el Depredador de Picaleña o Julio, varios de sus cargos implican feminicidio, abuso sexual, acceso carnal, secuestro, hurto calificado agravado y tortura agravada, entre otros. Fue comparado en su momento con Luis Alfredo Garavito por la forma en como actuaba y abordaba a sus víctimas, las cuales eran menores de edad y adolescentes. Además marcaba a sus víctimas con nombres y señales en el cuerpo por medio de instrumentos de corte.
El último asesinato fue perpetrado el 26 de febrero del año 2019, después de un permiso que le fue otorgado por la cárcel de Coiba Picaleña, esto, como parte de un programa de resocialización para personas privadas de la libertad. Al momento del permiso, Bañol ya estaba siendo procesado por otros 25 casos de violencia y asesinatos, la mayoría de ellos en contra de mujeres y niños.
Su modus operandi presentaba rasgos típicos de psicopatía propios de un asesino en serie. Melchor Bañol estaba condenado a 40 años de prisión por otros 3 crímenes, sin embargo, después de su último asesinato, le fue impuesta una condena de 60 años de prisión, la máxima en Colombia.

## Perfil
Según las autoridades e investigadores especializados, Élver James actuaba de la misma manera que el reconocido asesino serial Luis Alfredo Garavito, motivo por el que llegó a ser apodado el «Segundo Gravito». Melchor Bañol tenía por costumbre acechar a menores de edad y adolescentes a los que marcaba con bisturí antes de asesinarlos. Las investigaciones determinaron que posiblemente asesinó a varios menores de edad en su barrio natal, Cuba, además accedía sexualmente de ellos y las marcaba con señales, una de las víctimas presentaba una «marca en forma de una cruz».

## Caso Rosmery Castellón
Melchor Bañol confesó haber secuestrado, violado, torturado y asesinado a la menor Rosmery Castellón en Ibagué, Tolima, el 26 de febrero de 2019 cuando llegaba del colegio y se dirigía hacia su casa en la Vereda Aparco, donde entró por una trocha desolada. Ese día, el asesino aprovechó un permiso de 72 horas de salida para cometer el acto. Según sus propias palabras, le dijo a las autoridades que tuvo fuertes deseos sexuales por una mujer y que, ante esto, secuestro y violó a la menor: «me entró el diablo y ahí no hubo más que hacer». Las autoridades encontraron el cadáver en el sector de la Vereda Aparco con signos de violación sexual y tortura, además presentaba varias marcas y señales en su cuerpo, una de ellas decía en el nombre de «Julio» (uno de sus apodos),probablemente hecha con un bisturí o algún otro instrumento de corte.
Fue procesado por los delitos de secuestro, tortura, acceso carnal violento y feminicidio, motivo por el cual le impusieron una pena de 60 años, la máxima en Colombia.